# Vật liệu xi măng
Vật liệu xi măng là dạng vật liệu sử dụng tính chất thủy hóa của xi măng làm chất kết dính liên kết tất cả các thành phần cấu thành khác. Sau một thời gian bảo dưỡng trong một điều kiện nhất định vật liệu nhận được ở dạng rắn có các tính chất cơ học (cường độ chịu nén, cường độ chịu kéo,..) hay tính chất vật lý (tính thấm, tính khuếch tán,..) tùy thuộc vào mong muốn của người sử dụng.

## Các vật liệu xi măng thường dùng
- Hồ xi măng: Hỗn hợp của xi măng và nước. Hồ xi măng ít có ứng dụng thực tiễn, chủ yếu được sử dụng trong nghiên cứu vật liệu xi măng do chiếm tỷ lệ phần trăm lớn và chi phối nhiều tính chất cơ lý của loại vật liệu này.
- Vữa xi măng: Hỗn hợp của xi măng, cát và nước. Nói một cách khác, vữa là vật liệu nhận được khi cho thêm cát vào công thức của hồ xi măng.
- Bê tông: Hỗn hợp của xi măng, cát, sỏi và nước hoặc tùy trường hợp cụ thể có thể có thêm chất phụ gia hoặc các chất thêm khác.

Chú thích: Từ hạt cốt liệu đại diện cho cát và/hoặc sỏi được cho thêm vào trong công thức của hồ xi măng. Cát còn được gọi là hạt cốt liệu mịn, và sỏi là hạt cốt liệu thô.

## Ứng dụng
Vật liệu xi măng được ứng dụng rất rộng rãi do ưu điểm thi công đơn giản, nguyên liệu ban đầu sẵn có, có tính chất cơ học tốt và tuổi thọ cao. Trong lĩnh vực xây dựng dân dụng (lĩnh vực áp dụng chủ yếu), đây là vật liệu chính để xây cầu, nhà, kênh, cống,v.v. Trong xử lý rác thải hạt nhân, việc xi măng hóa cho phép cố định các chất phóng xạ một cách sâu sắc trong vi cấu trúc của vật liệu xi măng.

## Vi cấu trúc
Giống như các loại đất, đá, vật liệu gốm v.v., vật liệu xi măng cũng là một môi trường rỗng với cấu trúc rỗng rất phức tạp, kích thước của lỗ rỗng phân bố rất rộng từ khoảng nanomet (kích thước rỗng của các hydrat của hồ xi măng), chạy qua khoảng micromet (lỗ rỗng mao dẫn) cho tới khoảng milimet (bọt khí, vết nứt). Cấu trúc rỗng đóng một vai trò quan trọng ảnh hưởng trực tiếp hoặc gián tiếp đến các tính chất cơ học và vật lý đồng thời quyết định độ bền (tuổi thọ) của vật liệu. Chẳng hạn, cường độ và tính đàn hồi (module đàn hồi E) chủ yếu phụ thuộc vào tổng thể tích lỗ rỗng, tính thấm và tính khuếch tán bị chi phối bởi thể tích rỗng tổng cộng, kích thước, hình dạng và sự liên thông của các lỗ rỗng, còn vấn đề co ngót của vật liệu xi măng (do phụ thuộc trực tiếp vào năng lượng bề mặt tại thành lỗ rỗng) thì lại bị chi phối bởi diện tích bề mặt riêng của mạng lưới lỗ rỗng, độ bền chịu các chu kì đóng băng-tan băng (cửa nước lỗ rỗng) thì phụ thuộc vào thể tích và khoảng cách các bọt khí trong mạng lưới rỗng . Do đó việc nghiên cứu vật liệu xi măng đòi hỏi phải hiểu biết một cách sâu sắc ở mức độ vi cấu trúc bằng cách xác định (ở một mức độ nhất định) thông số: độ rỗng tổng cộng, độ rỗng hiệu quả, kích thước lỗ rỗng, thông số về hình dạng, diện tích bề mặt riêng (m²/g) và nhất là sự phân bố theo kích thước của các lỗ rỗng v.v.